# 纳塔莱·韦基
纳塔莱·韦基（義大利語：Natale Vecchi，1917年6月29日—1988年12月4日），意大利男子摔跤运动员。他曾代表意大利参加世界摔跤锦标赛，获得一枚铜牌。他也曾参加1952年夏季奥林匹克运动会。